# Сліпий птах
«Сліпий птах» — радянський художній фільм режисера Бориса Доліна, знятий на кіностудії «Моснаукфільм». Прем'єра фільму відбулася 30 грудня 1963 року.

## Сюжет
На Озері пеліканів група орнітологів і працівників заповідника кільцюють спійманих пеліканів. Вася Макєєв допомагає своєму дідові ловити птахів, які тікають. Випадково йому попався сліпий пелікан, і хлопчик взяв його з собою, розуміючи, що сліпий птах не виживе в дикій природі. З газетної статті Вася дізнався, що в Москві професор Арбатов робить унікальні операції і повертає зір безнадійним хворим. Хлопчик упакував свого пернатого друга у велику коробку і відправився в шлях, з надією умовити прославленого лікаря вилікувати птаха. Дорога до столиці виявилася важкою, але за допомогою добрих і чуйних людей Вася дістався до клініки і домігся зустрічі з професором. Арбатов попередив, що ніколи не практикував лікування тварин, але, якщо хлопчик йому довіряє, то він готовий ризикнути і зробити операцію. Рентгенівський знімок показав, що у птаха біла ока була дробинка. Після хірургічного втручання всі чекали, що зір повернеться, але і через десять днів після операції пелікан залишався незрячим. Вася повернувся додому. Все пішло по-старому. Несподівано восени — коли ніхто вже нічого не чекав — до птаха повернувся зір і воін зміг полетіти на південь зі своєю зграєю.

## У ролях
- Володимир Агєєв — Вася Макєєв
- Олег Жаков — Іван Пилипович, Васін дідусь
- Віра Юнютіна — Дар'я Петрівна
- Олексій Грибов — начальник поїзда
- Євген Тетерін — професор Арбатов
- Зоя Федорова — жінка з сумкою
- Валеріан Виноградов — дружинник
- Єлизавета Кузюріна — мати спійманого хлопчака
- Георгій Віцин — пасажир поїзда
- Микола Горлов — віолончеліст
- Ніна Гребешкова — провідниця
- Георгій Гумільовський — орнітолог
- Георгій Мілляр — буфетник
- Микола Новлянська — садівник
- Петро Рєпнін — попутник
- Олександр Титов — двірник
- Валентина Владимирова — пасажирка поїзда
- Клавдія Хабарова — реєстратор
- Владислав Лук'янов — Сергій
- Ольга Блок — Оля
- Василь Звєрєв — хлопчик з рибками
- Володимир Андрюхін — воротар
- Алевтина Рум'янцева — Настенька

## Знімальна група
- Автори сценарію:  Борис Долін, А. Жадан
- Режисер-постановник: Борис Долін
- Оператор-постановник: Юрій Беренштейн
- Композитор: Єлизавета Туманян
- Художник-постановник: Леонід Чібісов